# Liparis beddomei
Liparis beddomei är en orkidéart som beskrevs av Henry Nicholas Ridley. Liparis beddomei ingår i släktet gulyxnen, och familjen orkidéer. Inga underarter finns listade i Catalogue of Life.